# Porfírio Pardal Monteiro
Porfírio Pardal Monteiro (Pêro Pinheiro, Sintra, 16 de febrero de 1897-Lisboa, 16 de diciembre de 1957) fue un arquitecto racionalista portugués. 

## Trayectoria
Estudió en la Academia de Bellas Artes de Lisboa (1910-1919). Trabajó inicialmente para Ventura Terra, antes de establecerse por su cuenta. Su primera obra de relevancia fue el edificio de la avenida de la República n.º 49 de Lisboa, premio Valmor en 1923, inspirado en la Secesión vienesa. Desarrolló un estilo similar en la mansión de la avenida de Outubro n.º 5 de Lisboa (1926-1929) y la estación de Cais do Sodré (1926).
Con el Instituto Superior Técnico de Lisboa (1927-1932) inició una etapa marcada por la modernidad, siguiendo las corrientes europeas de vanguardia. Le siguió la iglesia de Nuestra Señora de Fátima en Lisboa (1933-1938), que causó cierta polémica por aplicar la estética moderna a la arquitectura religiosa. Realizó a continuación el edificio del Diário de Notícias (1936-1938), también de sello moderno.
Las estaciones marítimas de Alcântara y Rocha do Conde de Óbidos en Lisboa (1938-1942) iniciaron un nuevo tipo de construcciones de carácter más monumental. En 1940 realizó el pabellón de los Conocimientos para la Exposición del Mundo Portugués. En 1949 realizó el Laboratorio Nacional de Ingeniería Civil en Lisboa. También de carácter monumental fueron sus proyectos para la Ciudad Universitaria de Lisboa (Facultades de Derecho y Letras y Rectoría, 1952) y el Hotel Ritz de Lisboa (1952-1958). Poco antes de morir inició el proyecto de la Biblioteca Nacional de Portugal, finalizada en 1969.
Recibió varias veces el Premio Valmor: 1923 (edificio de la avenida de la República n.º 49, Lisboa), 1928 (Palacete Vale Flor), 1929 (casa António Bravo), 1938 (iglesia de Nuestra Señora de Fátima) y 1940 (edificio del Diário de Notícias). En 1947 ganó el Premio Municipal de Arquitectura por su edificio de la avenida Sidónio Pais n.º 16 de Lisboa. En 1962 fue nombrado comendador de la Orden de Santiago de la Espada a título póstumo.

## Galería

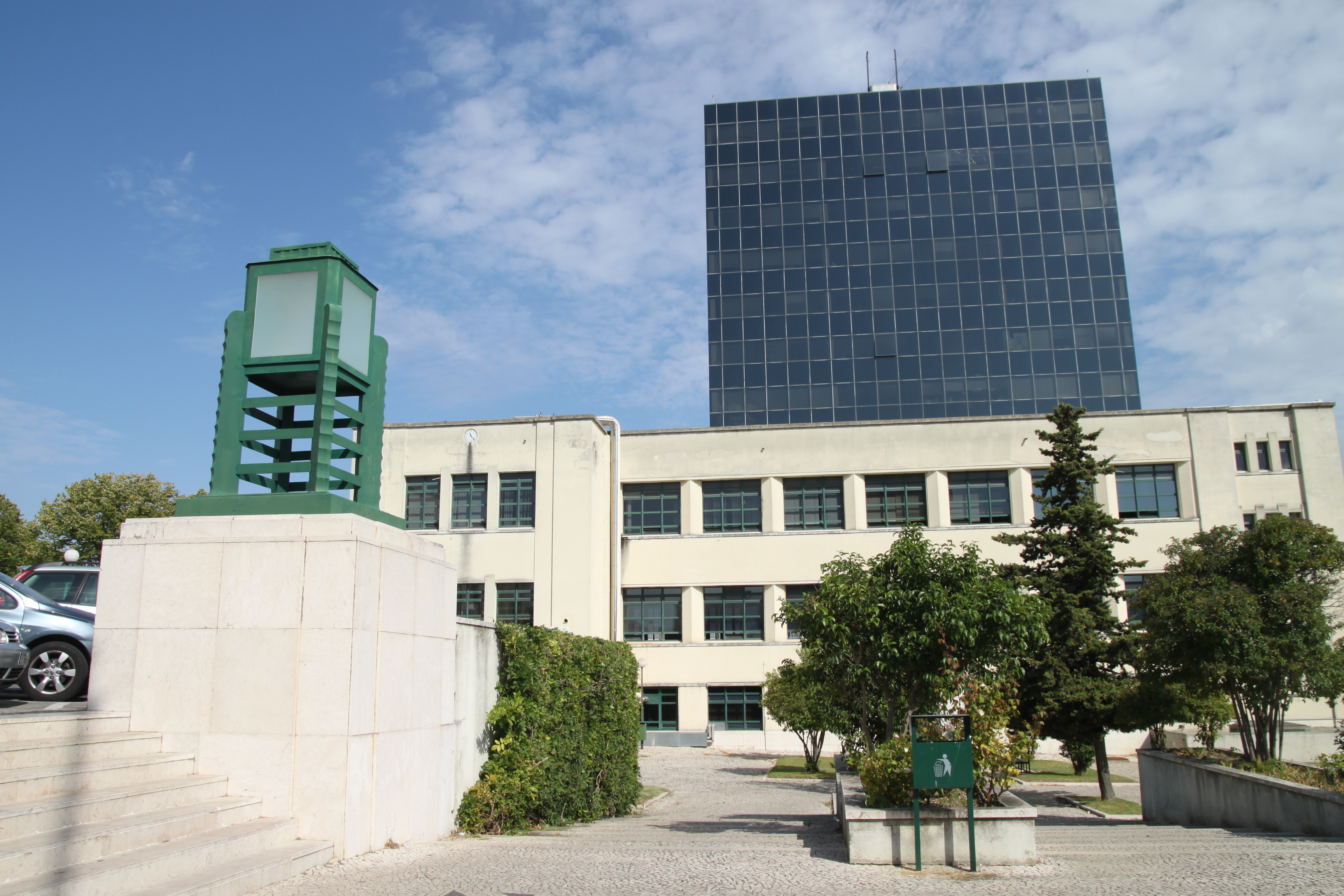
Instituto Superior Técnico (1927-1932), Lisboa
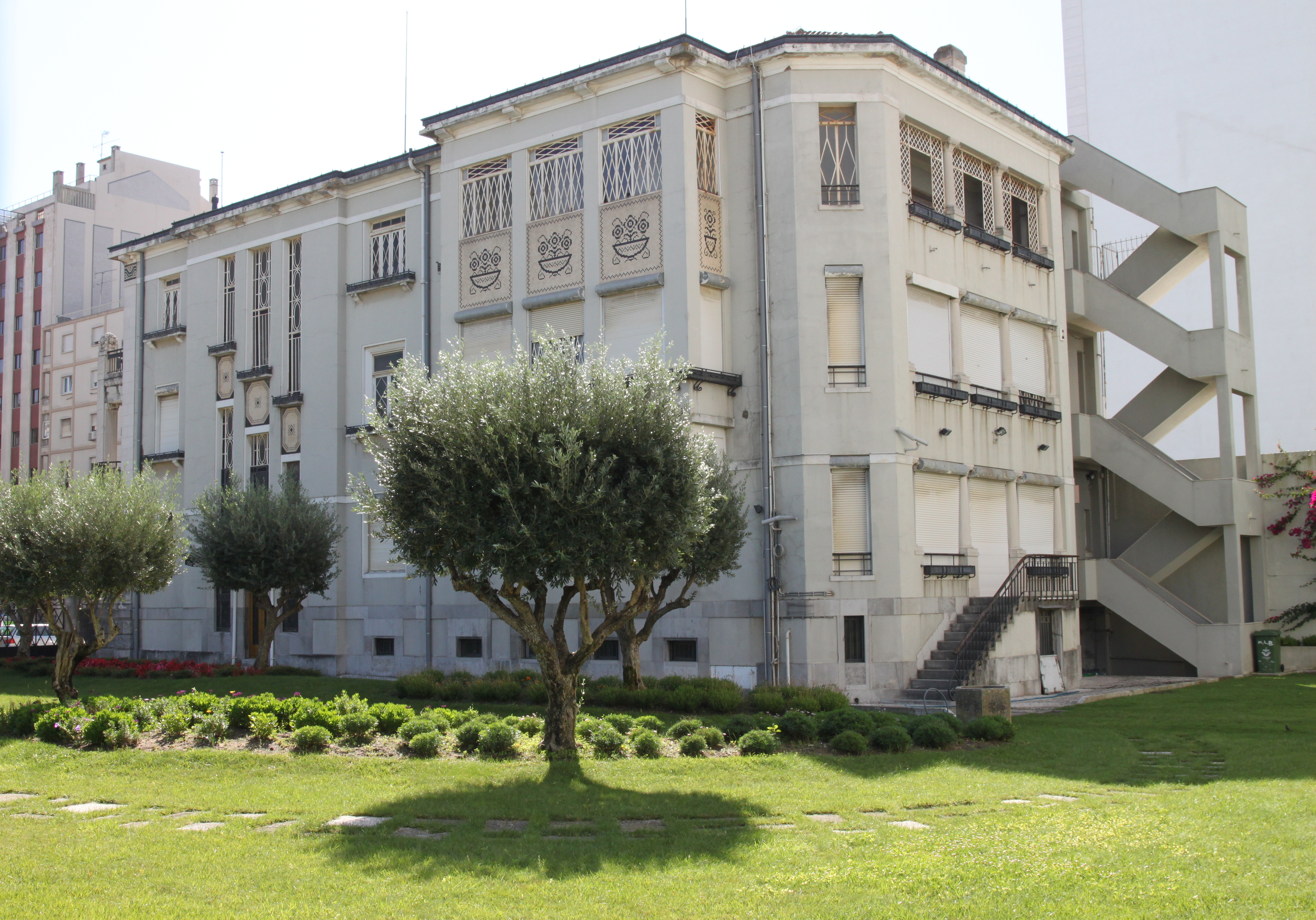
Casa António Bravo (1929), Lisboa
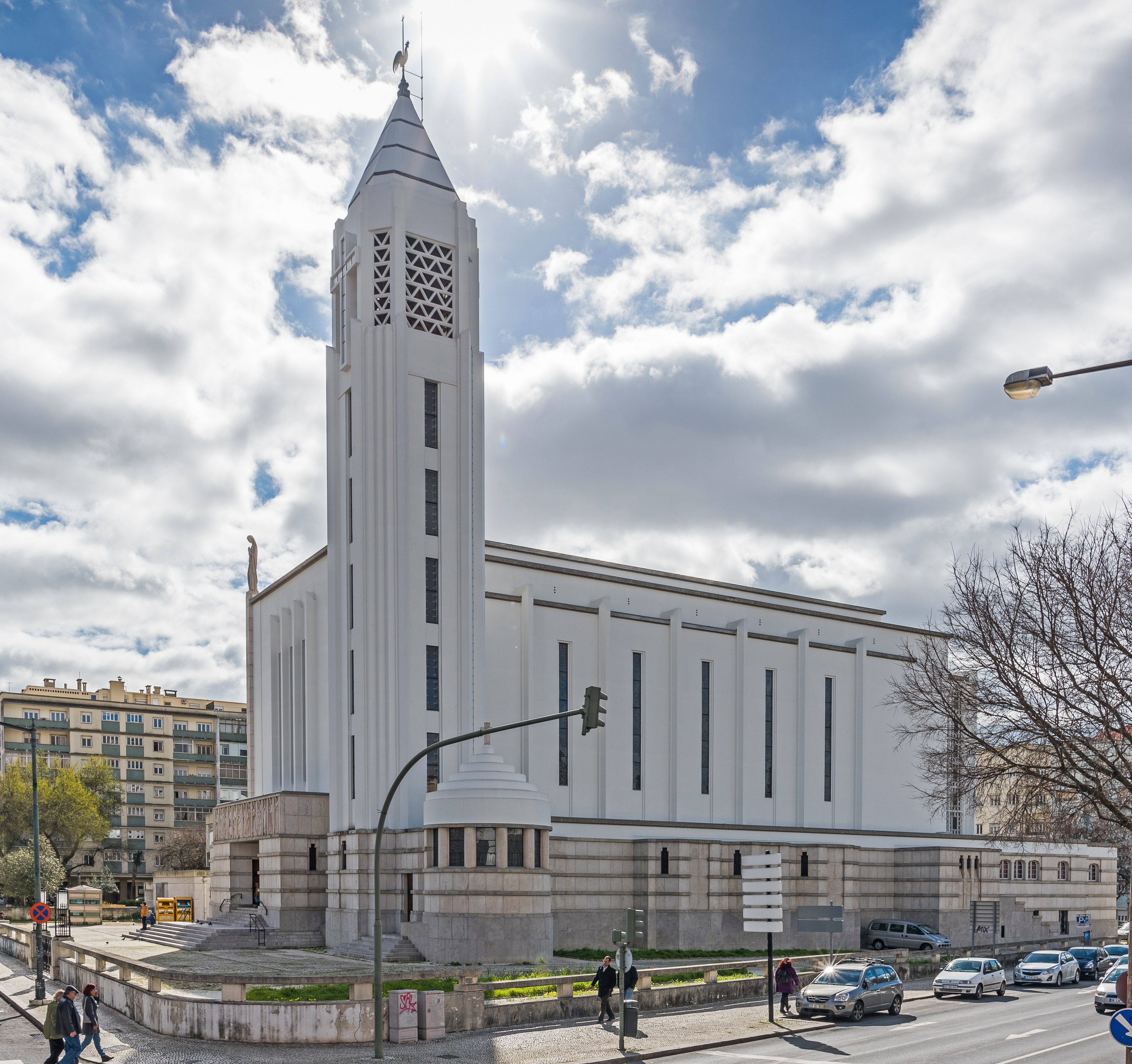
Iglesia de Nuestra Señora de Fátima (1933-1938), Lisboa
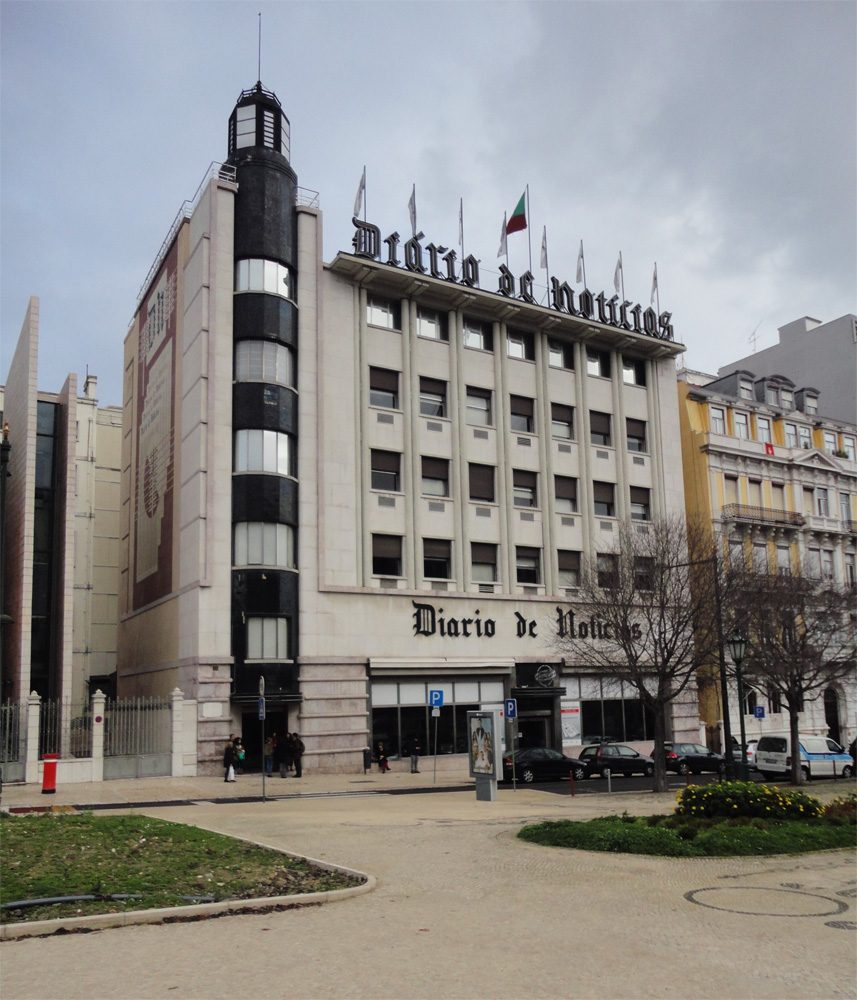
Edificio del Diário de Notícias (1940), Lisboa
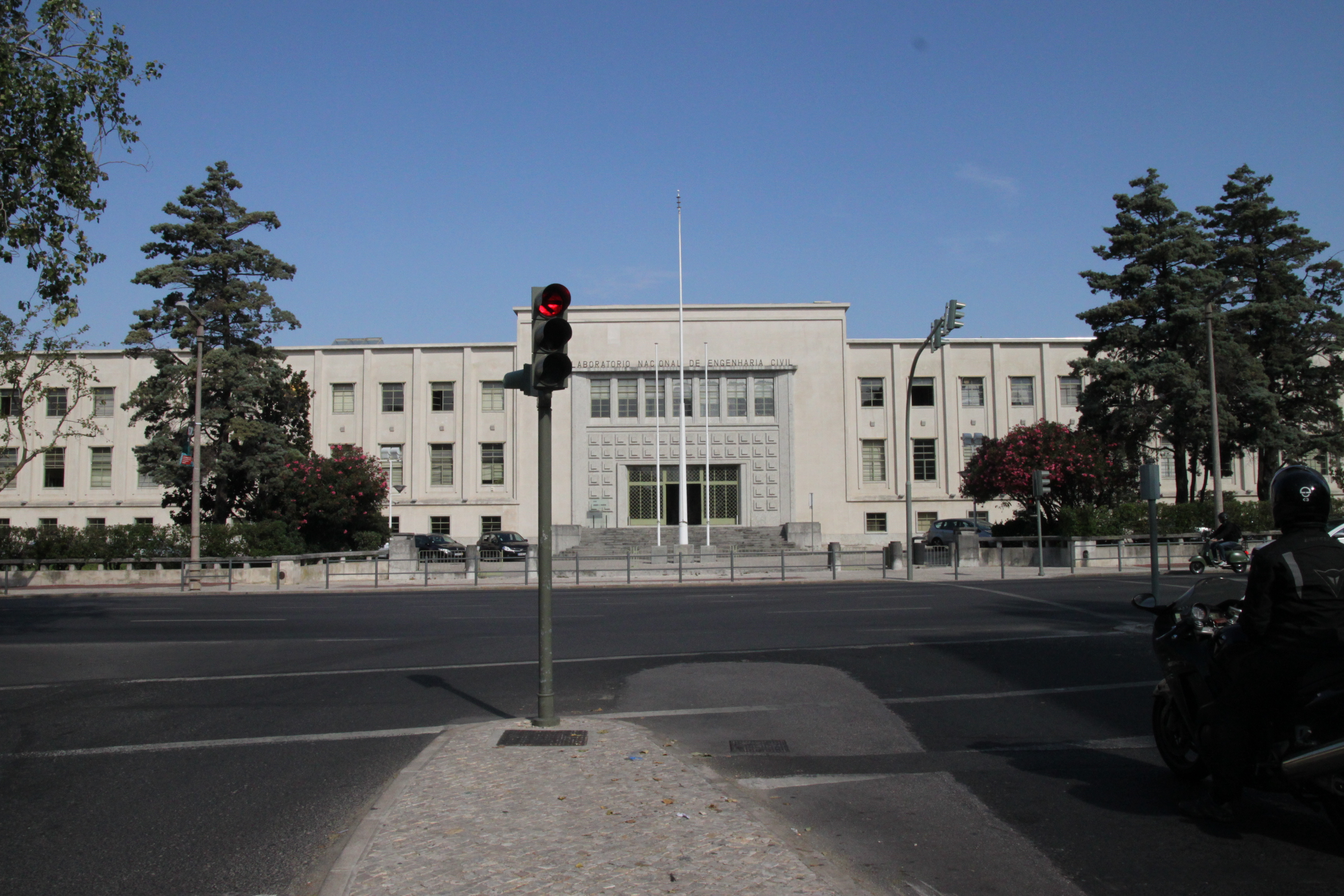
Laboratorio Nacional de Ingeniería Civil (1949), Lisboa
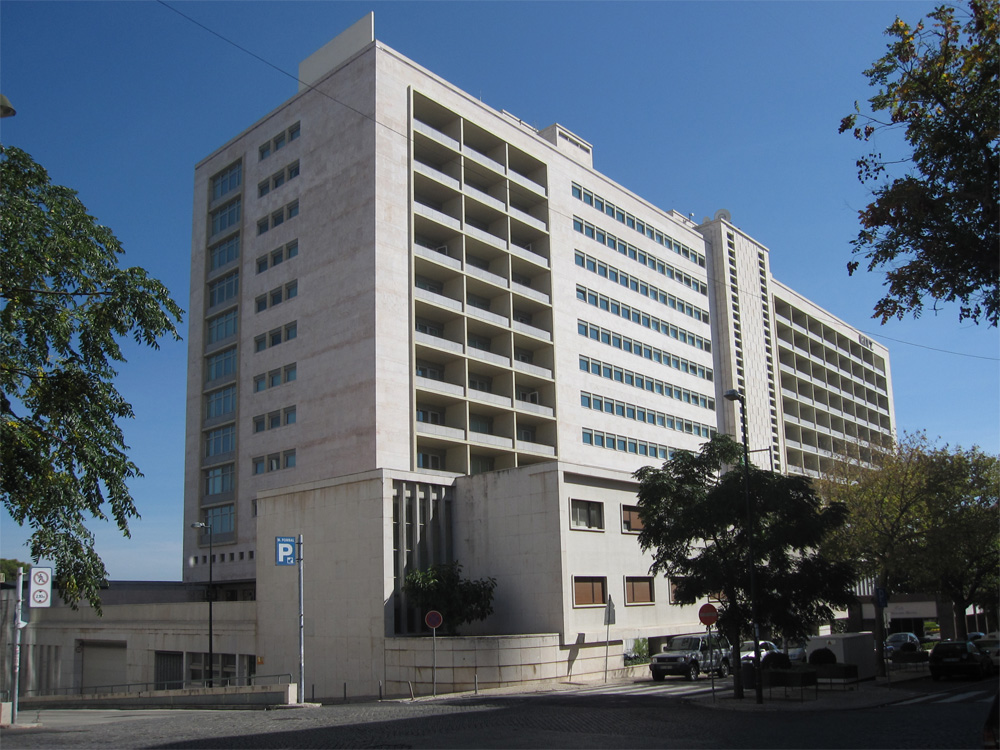
Hotel Ritz (1952-1958), Lisboa